# ¡Despierta América!
¡Despierta América! est une émission matinale américaine en langue espagnole présentée par les animateurs Alan Tacher, Ana Patricia Gamez, Karla Martínez, Neida Sandoval et diffusée chaque jour de la semaine sur la chaîne de télévision hispanophone Univision. Créée en 1997, elle est diffusée de la ville de Miami, en Floride. Son titre pourrait se traduire par Bon réveil Amérique !